# Psychomyia mindorella
Psychomyia mindorella är en nattsländeart som beskrevs av Wolfram Mey 1998. Psychomyia mindorella ingår i släktet Psychomyia och familjen tunnelnattsländor. Inga underarter finns listade i Catalogue of Life.